# Маскелайнські острови
Маскелайнські острови (англ. Maskelynes) — невелика низка маленьких островів, яка входить в архіпелаг Нові Гебриди та республіку Вануату в Тихому океані. Вони лежать на південний захід від Малекули. Їх назвав капітан Кук на честь королівського астронома Невіля Маскеліна, коли він відпливав на північ від острова Танна на кораблі HMS Resolution (1771) наприкінці 1774 р.
Цей район багатий на рибу та акул. Туризм недостатньо розвинутий в цьому районі, внаслідок віддаленості від більш популярних і значних островів, але їх рекомендують для підводного плавання та дайвінгу, хоча попереджають про сильні течії між островами.
Острови відносно густонаселені, внаслідок віддаленості від материка, з якого ворожим племенам, без досвіду мореплавства, було важко досягти цих островів. Таким чином місцеві племена мали природну охорону. 
Острова слабо оснащені сучасною інфраструктурою, хоча керівництво Вануату та різні установи співпрацюють з місцевими жителями у наданні їм допомоги. Є спроби створити медичні та навчальні заклади.